# Simonetta Stefanelliová
Simonetta Stefanelliová (* 30. listopadu 1954 Řím) je italská herečka a podnikatelka.

## Životopis
Filmovat začala jako třináctiletá, vystupovala především v kriminálních a komediálních filmech, často na sebe upozorňovala v odvážných erotických scénách; pózovala také pro časopis Playboy. Její nejvýznamnější rolí byla Apollonia, manželka Michaela Corleoneho (Al Pacino) v oskarovém filmu Francise Forda Coppoly Kmotr (1972).
V letech 1989–1994 byl jejím manželem italský herec a režisér Michele Placido, mají syny Brenna a Michelangela a dceru Violante, která je úspěšnou zpěvačkou a herečkou.
V roce 1992 ukončila hereckou kariéru a zaměřila se na módní návrhářství, stala se majitelkou římského boutique Simo Bloom.

## Filmografie
- 1968 Neznalost řeči nevadí
- 1971 Jménem italského lidu
- 1971 Homo Eroticus
- 1972 Kmotr
- 1972 Mafie za mřížemi
- 1973 L'Onorata famiglia
- 1973 El mejor alcalde, el rey
- 1974 Mladá Lukrécie
- 1974 Mojžíš
- 1975 Peccati in famiglia
- 1981 Jestřáb a holubice
- 1981 Tři bratři
- 1983 Umění milovat
- 1986 Obchodní domy
- 1992 Le Amiche del cuore